# Portuguès brasiler
El portuguès brasiler (português brasileiro) és la forma com es parla el portuguès al Brasil i a la zona fronterera de l'Uruguai. Compta amb uns 191 milions de parlants. Es tracta de la varietat de portuguès més parlada, llegida i escrita del món.
Està regulat per l'Academia Brasileira de Letras.
Abans de l'arribada de Pedro Álvares Cabral al Brasil s'hi parlaven més de mil llengües autòctones. En el decurs de la seva història el portuguès brasiler incorporà préstecs de termes no tan sols de les llengües indígenes i africanes sinó també del francès, castellà, italià i anglès.
Les diferències entre el portuguès europeu i el portuguès brasiler són principalment de vocabulari, pronúncia i sintaxi, principalment en les varietats vernacles; essent menors en els textos.
L'establiment de l'acord ortogràfic de 1990, ja en vigor al Brasil des de l'1 de gener del 2009 té l'objectiu d'unificar la grafia de les dues variants de la llengua portuguesa reduint-ne el 98% de les divergències ortogràfiques.
Grosso modo, les diferències entre la llengua escrita formal entre Portugal i Brasil, són comparables amb les que es troben en l'anglès americà i l'anglès britànic.

## Llengües indígenes
Les llengües parlades al Brasil abans de la conquesta portuguesa es poden agrupar en diverses famílies: llengües tupí, macro-jê i arauques. També n'hi ha que no pertanyen a cap de les famílies citades com són: karib, pano, maku, yanomami, mura, tukano, katukina, txapakura, nambikwara i guaikuru.
La colonització efectiva del Brasil començà l'any 1532. A l'inici de la colonització les llengües del grup tupí eren parlades en una gran part del Brasil i històricament se l'ha coneguda com a língua geral (llengua general), una llengua franca que finalment va ser prohibida en benefici del portuguès.

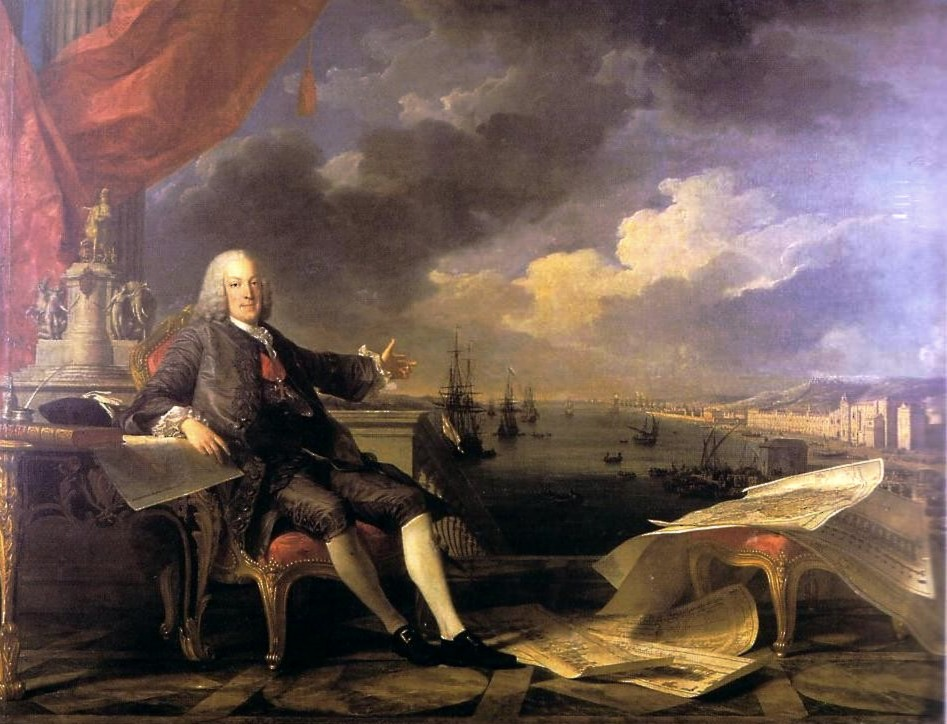
El Marqués de Pombal instituí el portuguès com a llengua oficial del Brasil prohibint l'ús de la língua geral.

Al segle xvii hi van arribar esclaus africans per treballar en les plantacions de canya de sucre i que tingueren una gran influència en el lèxic portuguès del Brasil especialment de la llengua nigeriana ioruba i el quimbundo d'Angola.
Amb la transferència de la cort portuguesa al Brasil (1808-1821) i ha una “relusitanització” del parlar de Rio de Janeiro, que passà a ser la capital del país.
El 1822 el Brasil assoleix la independència. Amb això, disminueix l'entrada d'africans i hi arriben emigrants europeus com ara alemanys i italians.

## Diferències entre el portuguès del Brasil i el de Portugal

### Sistema fonètico-fonológic

#### Aspectes conservadors
A la major part del Brasil, les -s i -z a final de paraula o davant d'una consonant sorda es realitzen com [s] o com [z] davant de consonant sonora ("desde"), en lloc de [ʃ] i [ʒ] com a Portugal.
Les vocals àtones romanen obertes
Per altra banda determinades evolucions fonètiques del portuguès europeu al segle xix van ser ignorades al Brasil: es manté la pronúncia [ej] en ditongs com "ei" en "primeiro", versus la pronúncia [ɐj]; la pronúncia de "e" tònica com [e], versus [ɐ], en paraules com "espelho" o "vejo".

#### Aspectes innovadors
Desaparició de l'oposició entre timbre obert i tancat en les vocals tòniques a, e i o seguides de consonant nasal (ex: "vênia" vs. "vénia", "Antônio" vs. "António");
El mateix fenomen ocorre en les vocals de les síl·labes pretòniques (ex: o primeiro "a" de cadeira, pronunciat /a/ al Brasil i/ɐ/ a Portugal);
Vocalització de "l" velar, com en "animal", que en algunes regions es pronuncia [ãnimaw].

### Morfosintaxi
La construcció estar + gerundi domina al Brasil, versus la construcció estar + a + infinitiu de Portugal. (ex: "estou escrevendo" vs. "estou a escrever");
Al Brasil el pronom possessiu pot ser fet servir amb article o sense (ex: "meu computador" i "o meu computador"), mentre que al portuguès europeu l'article és obligatori.

## Sistema fonètic
Els fonemes usats al Brasil són sovint diferents dels de Portugal.Al Brasil es fan servir 34 fonemes, amb tretze voclas, dinou consonants i dues semivocals.

### Alguns fenòmens de pronúncia
- ensordiment de la r final
- ieisme (e. g. * muier per mulher o * trabaio per trabalho)
- reducció de nd a n en gerundis (e. g. * andano en lloc d'andando): es va fer també en català antic, aragonès, i italià centro-meridional;
- alguns casos d'epèntesi (e. g., * fulô per flor o * quelaro per claro) * amaro per amaram)
- queda o vocalització de l final (e. g. * finaw en lloc de final) Nota: l'asterisc (*) marca les paraules ortogràficament incorrectes

### Dialectes del portuguès brasiler
La parla popular brasilera presenta una relativa unitat.
El dialecte més estudiat és el dialecte caipira. Altres dialectes són:Cearense - Ceará,Baiano - Bahia,,Carioca - Rio de Janeiro (Capital),Fluminense - Estat de Rio de Janeiro, Gaúcho - Rio Grande do Sul,Mineiro - Minas Gerais, Nordestino i altres.

## Diferències en el vocabulari

### Tupinismes
Deriven directament de la llengua Tupí. Hi ha "sufixos que actuen com adjectius" com -açu (gran), -guaçu (gran) e -mirim (petit) en les paraules arapaçu (ocell de bec gros), babaçu (palmera grossa), mandiguaçu (peix gros), abatimirim (arròç menut) o mesa-mirim (taula petita).
Altres sufixos com -rana (semblant a) e -oara (valor gentilici) en les paraules bibirana (planta de la família Annonaceae), brancarana (mulata clara) o paroara (natural de Pará) i marajoara (natural de Ilha do Marajó, Pará).
Altres exemples són:
- toponímia: Ipanema, Tijuca, Ceará, Taquara, Pará i Curicica;
- noms o sobrenoms de persones: Araci, Jandaia i Iara;
- substantius peculiars de fauna i flora: com cupim, mandioca, jacarandá, abacaxi i araíba;
- noms d'utensilis creences i fenòmens naturals: urupema, tipóia, moqueca, mingau, iracema, guri i xará;
- Malalties: catapora.

### Neologismes
Exemples ônibus per oposició a autocarro, trem versus a comboio, bonde versus eléctrico o aeromoça versus hospedeira de bordo.
Altres com gol (pt golo, de goal, anglès,)), esporte (pt desporto, de sport), xampu (pt champô, de shampoo,).
A la taula de sota hi ha altres diferències de vocabulari:
| Brasil                                       | Portugal                          |
| -------------------------------------------- | --------------------------------- |
| abridor de garrafas o saca-rolhas            | saca-rolhas                       |
| abridor de latas                             | abre-latas                        |
| água-viva o medusa                           | alforreca ou medusa               |
| alho-poró                                    | alho-porro                        |
| aquarela                                     | aguarela                          |
| arquivo (de computador)                      | ficheiro                          |
| aterrissagem                                 | aterragem                         |
| banheiro                                     | casa-de-banho o quarto-de-banho   |
| brócolis                                     | brócolos                          |
| caminhão o camião (linguagem oral)           | camião                            |
| calcinha                                     | cuecas femininas                  |
| carona                                       | boleia                            |
| carro conversível                            | carro descapotável                |
| carteira de identidade ou Registro Geral/RG  | bilhete de identidade/BI          |
| carteira/carta de motorista                  | carta de condução                 |
| chaveiro                                     | porta-chaves o chaveiro           |
| concreto                                     | betão                             |
| diretor (de cinema)                          | realizador                        |
| esparadrapo, bandeide (band-aid)             | penso, penso-rápido               |
| estúpido                                     | parvo                             |
| fila de pessoas                              | fila ou bicha                     |
| fones de ouvido                              | auscultadores, auriculares, fones |
| grampeador                                   | agrafador                         |
| legal                                        | fixe                              |
| maiô                                         | fato-de-banho                     |
| mamadeira                                    | biberão                           |
| metrô                                        | metro, metropolitano              |
| nadadeiras, pé-de-pato                       | barbatanas                        |
| ônibus                                       | autocarro                         |
| perua, van                                   | carrinha                          |
| salva-vidas ou guarda-vidas                  | salva-vidas ou nadador-salvador   |
| secretária eletrônica                        | atendedor de chamadas             |
| sunga ou calção de banho                     | calções de banho, calção de banho |
| (telefone) celular                           | telemóvel                         |
| terno                                        | fato                              |
| trem                                         | comboio                           |
| torcida                                      | claque                            |
| bola                                         | esférico                          |
| gol                                          | golo                              |
| tiro de meta                                 | pontapé de baliza                 |
| escanteio                                    | pontapé de canto                  |
| isopor                                       | esferovite                        |
| pebolim (ou totó)                            | matraquilhos                      |
| água sanitária                               | lixívia                           |
| descarga                                     | autoclismo                        |
| privada sanitária, vaso sanitário ou privada | retrete ou sanita                 |

## Ortografia
| Portuguès europeu | Portuguès brasiler |
| ----------------- | ------------------ |
| acção             | ação               |
| baptismo          | batismo            |
| contacto          | contato            |
| direcção          | direção            |
| eléctrico         | elétrico           |
| óptimo            | ótimo              |

### Accentuació gràfica
Per diferències de pronunciació certes paraules proparoxítones que al Brasil porten accent circumflex, notablement aquelles en què a la vocal tònica segueix una consonant nasal, a Portugal s'escriuen amb accent agut:
| Portuguès europeu | Portuguès brasiler |
| ----------------- | ------------------ |
| cómodo            | cômodo             |
| fenómeno          | fenômeno           |
| tónico            | tônico             |
| génio             | gênio              |

## Aspectes gramaticals
A algunes regions del Brasil el pronom de tractament você i el seu plural vocês han desplaçat gairebé completament els pronoms tu i vós. El você a Portugal és una forma de tractament semi-formal i al Brasil és una forma comuna de dirigir-se a quasi qualsevol persona en el registre familiar.
- El pronom possessiu teu al Brasil de vegades es fa servir per a referir-se a la segona persona.

## Semàntica
Moltes paraules, sense perdre el seu significat tradicional, agafen una o més accepcions noves al Brasil Per exemple, virar també significa transformar-se en i prosa també significa loquaç, xerraire.